# Aldeia Campista
Aldeia Campista é um bairro não-oficial da cidade do Rio de Janeiro, sendo hoje um sub-bairro de Vila Isabel e Andaraí.

## História
Fundada em 1897 por Domingos Pereira Nunes, usineiro de Campos, que loteou grande área entre a Tijuca e Vila Isabel, formando o Bairro Aldeia Campista. Foram abertas as Ruas Pereira Nunes, Tomás Coelho, Ribeiro Guimarâes, Costa Pereira, Padre Champagnat, Adalberto Aranha, Antônio Salema, Ambrosina, Gonzaga Bastos, etc. 
Surge com a implantação da Fábrica Confiança, edificação atualmente ocupada pelo Extra Hipermercados, ao final do século XIX, com a consequente construção de casas para os operários. Atualmente é parte de um conglomerado de bairros denominado de Grande Tijuca. Pertencia outrora à Freguesia do Engenho Velho. 
Os três apitos, que marcaram outrora os horários dos trabalhadores na fábrica, foram imortalizados na música de Noel Rosa. A Vila Operária, contudo, ainda existe e conserva a sua arquitetura original.
Localiza-se nas fronteiras, encravado, nos bairros da Tijuca, Maracanã, Andaraí e Vila Isabel.
Sua região é formada por ruas residenciais que interligam esses bairros, tais quais Gonzaga Bastos, Agostinho Menezes, Maxwell, Pereira Nunes, Dona Maria, Senador Muniz Freire, Araújo Lima, Amaral, Ribeiro Guimarães, Almirante João Cândido Brasil, Goiânia, entre outras.
Nesse sub-bairro também se localiza a Paróquia Sangue de Cristo, igreja construída pelos padres da Congregação do Preciosíssimo Sangue de Cristo, à rua Adalberto Aranha, nº 48.
Foi imortalizado nas crônicas e contos de Nélson Rodrigues. O autor, que em 1916, nesse local fixou residência, inspirou-se no cotidiano de Aldeia Campista para escrever Engraçadinha, que se passa numa praça já não mais existente, além da maior parte da série A vida como ela é. Os nascimentos feitos por parteiras, os velórios em casa e os vizinhos cuidando uns das vidas dos outros, fazem parte do cotidiano das décadas de 30 a 50.

## Imagens do bairro
- Commons

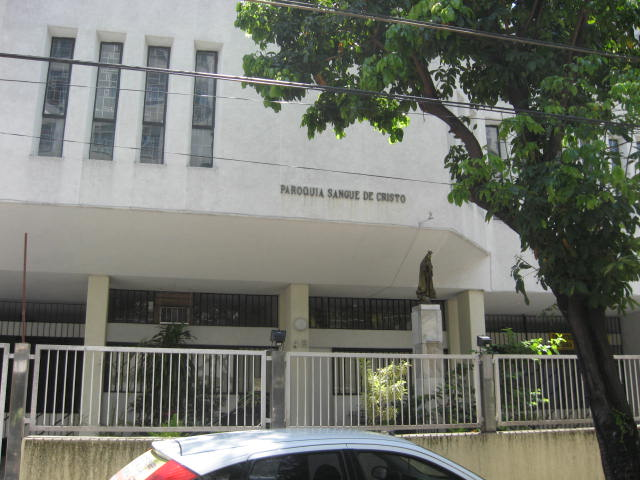
Paróquia Sangue de Cristo
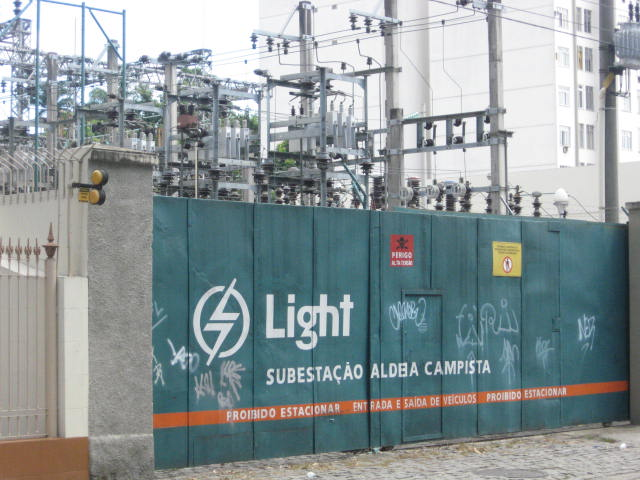
Subestação da Light em Aldeia Campista
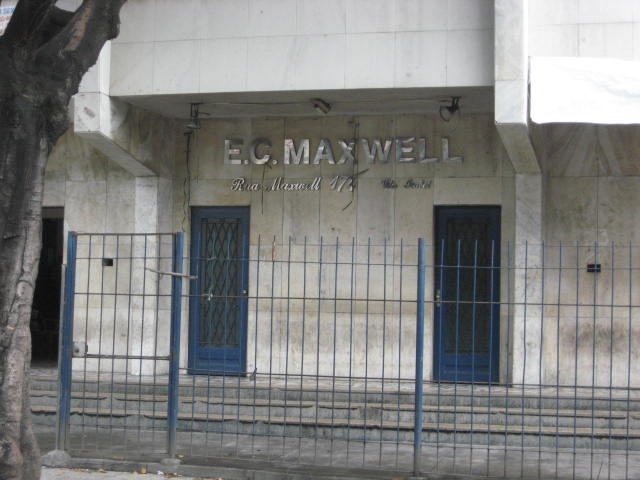
Esporte Clube Maxwell na Rua Maxwell
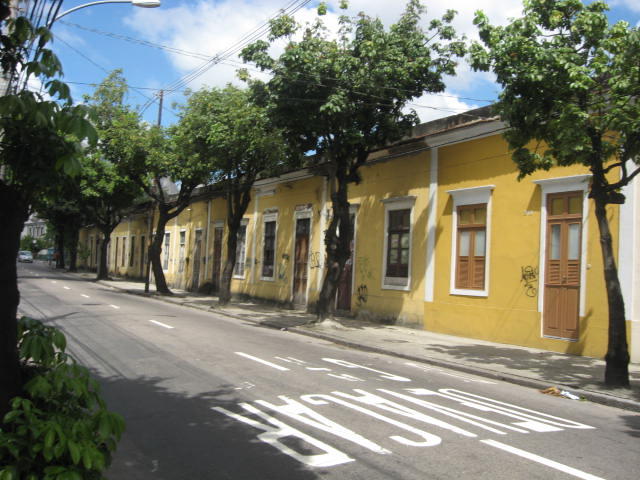
A Vila Operária
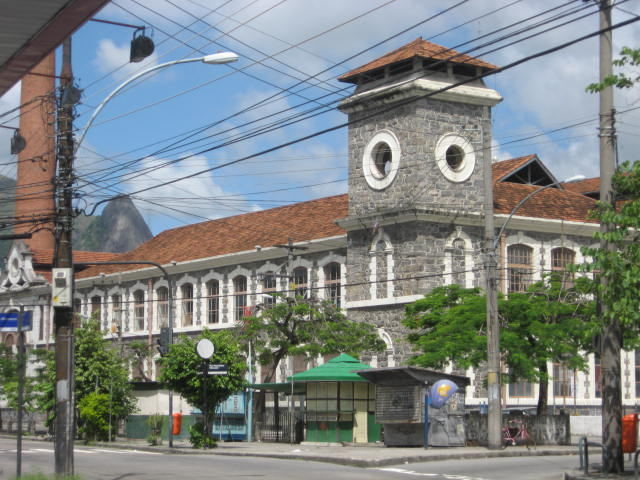
O supermercado que hoje ocupa as instalações da antiga fábrica
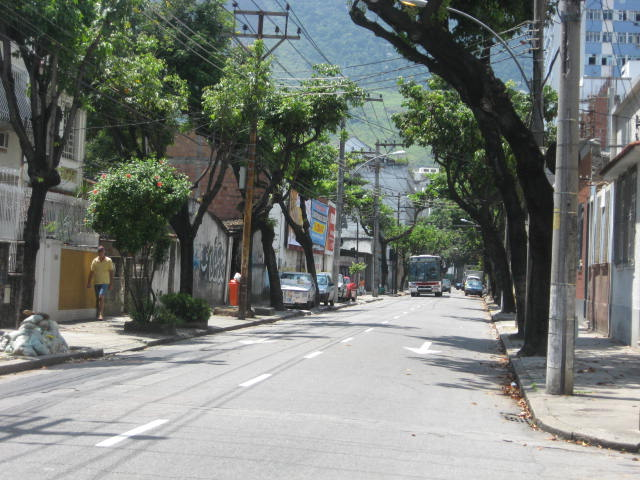
Rua Gonzaga Bastos
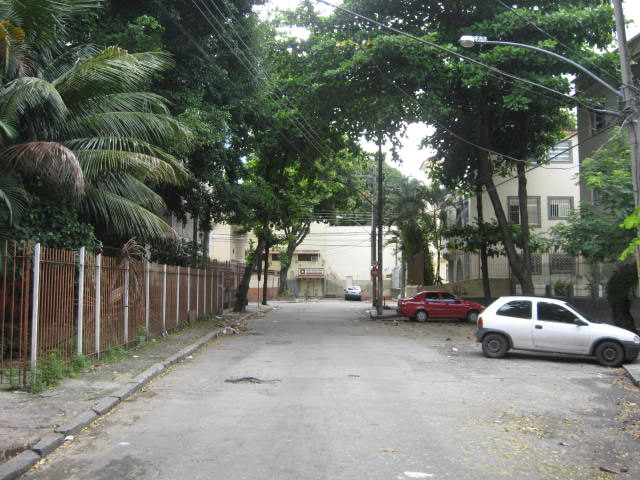
Rua Goiânia
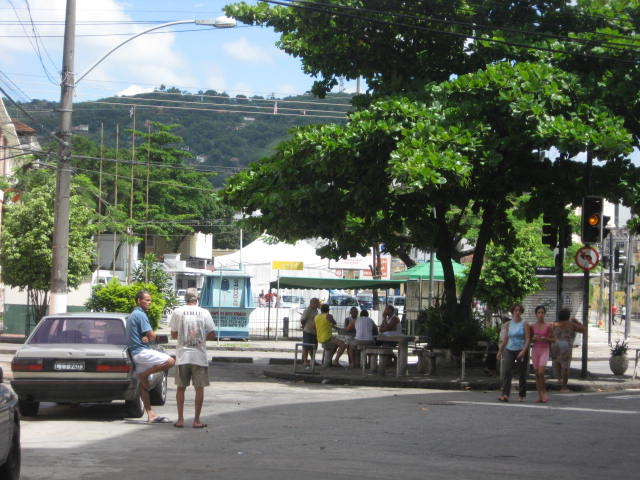
Rua Agostinho Menezes
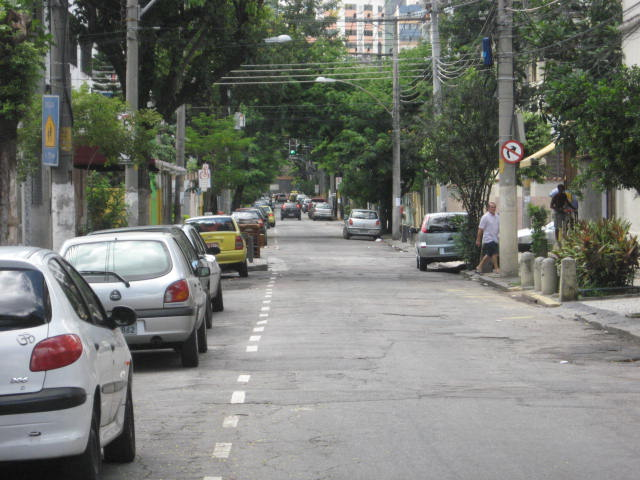
Rua Ribeiro Guimarães
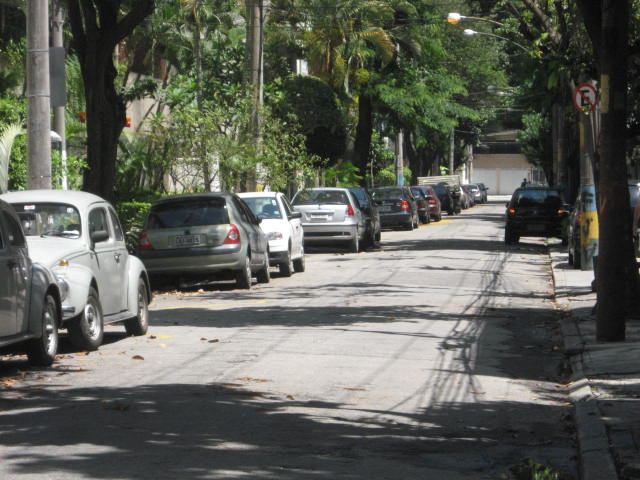
Rua Adalberto Aranha
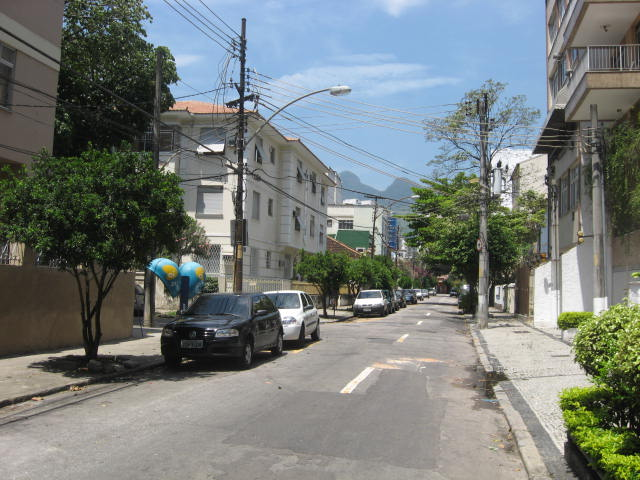
Rua Antônio Salema
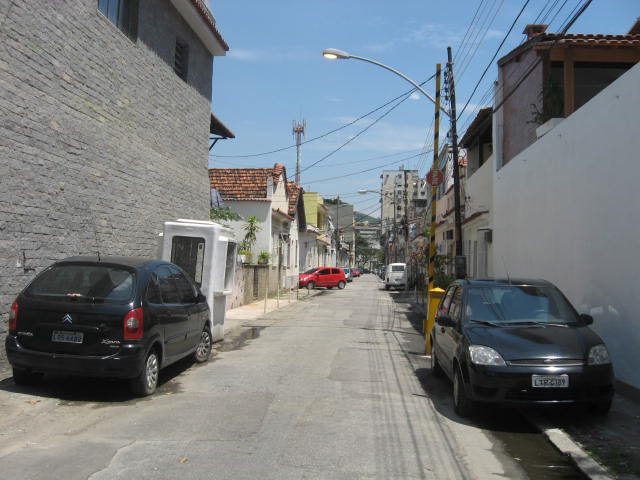
Rua Pereira Soares